# جوئل راس
جوئل راس (انگلیسی: Joel Ross؛ زادهٔ ۳۱ مهٔ ۱۹۷۷) یک دی‌جی، و مجری اهل بریتانیا است.
او برنده دی جی رادیو و جایزه مجری تلویزیون بریتانیا است.